# 大坎皮納
大坎皮納是巴西的城市，位於該國東部，由帕拉伊巴州負責管轄，始建於1864年10月11日，面積620平方公里，海拔高度560米，受熱帶氣候影響，是重要的工業和科技業中心，2010年人口385,276。